# Xã Olney, Quận Richland, Illinois
Xã Olney (tiếng Anh: Olney Township) là một xã thuộc quận Richland, tiểu bang Illinois, Hoa Kỳ. Năm 2010, dân số của xã này là 10.334 người.